# Connor O’Brien
Connor Olev Martin O’Brien (* 4. Februar 1961 in Montreal) ist ein kanadischer Manager und ehemaliger kanadisch-US-amerikanisch-britisch-estnischer Skirennläufer.

## Biographie
O’Brien wurde als Sohn zweier Einwanderer in Montreal geboren. Sein Vater stammte aus Belfast in Nordirland, seine Mutter war 1944 als Kind aus Estland nach Kanada immigriert. Dadurch besitzt er neben der kanadischen, auch die britische und estnische Staatsbürgerschaft. Er studierte Physik und Wirtschaft am Middlebury College, beide Studiengänge schloss er mit einem Bachelor ab.

### Sportliche Karriere
O’Brien begann bereits als Kind mit dem Skirennsport, damals noch für Kanada. Als Student trat er unter US-amerikanischer Flagge für das Collegeteam von Middlebury an. 1984 nahm er für das Geburtsland seines Vaters, das Vereinigte Königreich, an den Olympischen Winterspielen 1984 in Sarajevo teil. Dort belegte er den 33. Platz in der Abfahrt. Nachdem Estland 1990 seine Unabhängigkeit wiedererlangt hatte, kehrte er nochmals in den aktiven Rennsport zurück. 1994 nahm er als erster estnischer Skirennläufer seit Karin Peckert-Forsman an Olympischen Winterspielen teil. Jedoch schied er im Abfahrtsrennen aus und blieb so ohne Platzierung. Danach zog sich O’Brien endgültig vom Skisport zurück.

### Beruflicher Werdegang
Nach seinem Studium begann O’Brien bei Lehman Brothers als Associate zu arbeiten, später wechselte er zu Merrill Lynch, wo er bis zum Vizepräsidenten der Abteilung für Fusionen und Übernahmen aufstieg. 1995 gründete er die Stanton Capital Corporation, eine Private-Equity-Investmentfirma. Eines der ersten Projekte war die Privatisierung des peruanischen Stahlunternehmens SiderPeru, bei welcher Standon Capital als Finanzberater fungierte. 1997 unterstützte man das norwegische Schifffahrtsunternehmen Tschudi & Eitzen bei der Übernahme von ESCO, einem staatlichen estnischen Schifffahrtsunternehmen. Laut der Wirtschaftszeitung Aripaev hatte ESCO in den letzten vier Jahren enorme Schulden angehäuft, und seine Hauptaktionäre standen unter dem Verdacht, Kapital aus dem Unternehmen abgezweigt zu haben.
2001 löste O’Brien Stanton Capital auf und gründete Stanton Asset Management im darauffolgenden Jahr, sowie zwei Hedgefonds im Jahr 2004, Stanton International Equity und Stanton Diversified Strategy Funds. 2010 gründete er gemeinsam mit Kevin O’Leary die O’Leary Funds. 2014 verhängte die kanadische Finanzmarktaufsicht AMF eine Geldstrafe von 38.000 kanadischen Dollar über O’Leary Funds wegen Nichteinhaltung verschiedener Bestimmungen des Securities Act, nämlich der Beschränkung der Wertpapierkonzentration in einem Portfolio, der Anforderung, rechtzeitig eine Pressemitteilung zu veröffentlichen und einzureichen, in der die Öffentlichkeit über Änderungen der grundlegenden Anlageziele eines Fonds informiert wird, der Anforderung, einen Versicherungsschutz gemäß den Vorschriften aufrechtzuerhalten, und der Anforderung, die AMF über jegliche Änderung der für Registrierungszwecke eingereichten Informationen zu informieren.

## Sportliche Erfolge

### Olympische Winterspiele
- Sarajevo 1984: 33. Abfahrt
- Lillehammer 1994: DNF Abfahrt